# Aufbruch deutscher Patrioten – Mitteldeutschland
Der Aufbruch deutscher Patrioten – Mitteldeutschland (kurz: ADPM) war eine deutsche Kleinpartei mit nationalkonservativer, rechtspopulistischer sowie völkisch-nationalistischer Ausrichtung. Programmatisch war die Partei stark an die AfD angelehnt, weshalb sie sich nicht als ihr politischer Gegner verstand, sondern vielmehr als „regionale Vervollständigung im deutschen Parteienspektrum“.

## Geschichte
In einer Rede zum politischen Aschermittwoch 2018 bezeichnete André Poggenburg, Mitglied der Alternative für Deutschland und Abgeordneter im Landtag von Sachsen-Anhalt, alle in Deutschland lebenden Türken als „Kümmelhändler“ und „Kameltreiber“, die in Deutschland „nichts zu suchen und zu melden hätten“. Daraufhin schloss der AfD-Bundesvorstand Poggenburg für die Dauer von zwei Jahren von allen Parteiämtern aus. Poggenburg verließ nachfolgend die AfD, gründete am 10. Januar 2019 den ADPM und ließ sich zu dessen Vorsitzendem wählen.
Poggenburg gab an, er fühle sich der AfD und vielen ihrer Mitglieder zwar weiterhin verbunden. Eine Hysterie innerhalb der Partei, hinter der die drohende Angst vor einer Beobachtung durch den Verfassungsschutz stecke, habe ihm jedoch gezeigt, dass die AfD inzwischen nicht mehr wirklich seine politische Heimat sei.
Im Mai 2019 erhielt der ADPM bei der Wahl zum Kreistag Zwickau 0,6 % und zum Kreistag Meißen 0,4 % der Stimmen. Am 1. September 2019 nahm die Partei an der Landtagswahl in Sachsen teil, wo sie 0,2 % der abgegebenen Stimmen gewinnen konnte.
Im August 2019 beantragte André Poggenburg auf einem Parteitag des ADPM, die Partei aufzulösen und die AfD zu unterstützen. Als dieser Antrag scheiterte, verließ er seine Partei.
Im Frühjahr 2020 kamen die öffentlich wahrnehmbaren Aktivitäten der Partei zum Erliegen.

## Landesverbände und parlamentarische Präsenz

### Landesverbände
Der ADPM hatte nur in Sachsen einen Landesverband. Dieser wurde am 3. März 2019 gegründet. Dessen Vorsitzender war zunächst Egbert Ermer, später Benjamin Przybylla.

### Mandate auf Landesebene
Der Gründer des ADPM, André Poggenburg, war bis 2021 Mitglied des Landtages von Sachsen-Anhalt. Er wurde als Direktkandidat im Wahlkreis Zeitz mit 31,6 % aller Erststimmen für die AfD gewählt und wechselte nach seinem Austritt aus der AfD 2019 in den von ihm gegründeten ADPM. Mit seinem Austritt aus dem ADPM verlor die Partei zugleich ihr einziges Mandat auf Landesebene.

## Politische Positionen
Der ADPM verstand sich als Regionalpartei und wollte insbesondere die Interessen der Bürger der ostdeutschen Länder vertreten. Sein Ziel war laut Eigenangabe vor allem die Beseitigung von Unterschieden zwischen Ost und West unter Berücksichtigung der „eigenen Mentalität der Ostdeutschen“.
Im Allgemeinen war die Partei programmatisch sehr stark an die AfD angelehnt, viele ihrer Positionen stimmten mit denen der AfD überein.
Der ADPM lehnte den Multikulturalismus als „linkes Gesellschaftsexperiment“ ab. Deutschland sollte aus der Europäischen Union austreten, die ein „den Multi-Kulti-Wahn vorantreibender Apparat“ sei, der „die Nationalstaaten traktiere und Deutschland zu Europas Zahlmeister verdamme“.

## Parteilogo
Das Logo der Partei Aufbruch deutscher Patrioten – Mitteldeutschland zeigte eine Kornblume, davor die schwarz-rot-goldene Flagge, auf blauem Grund.
Die Kornblume wurde öffentlich als bewusste Provokation wahrgenommen, da diese in den 1930er Jahren das Erkennungssymbol der damals verbotenen Nationalsozialisten Österreichs war.